# Lista de filmes baseados em histórias em quadrinhos da DC Comics
Essa é uma lista de filmes baseados em personagens ou títulos da DC Entertainment.

## Filmes live-action
| 1951     | Superman and the Mole Men                | Lippert Pictures | Piloto da série Adventures of Superman |
| 1954     | Stamp Day for Superman                   | United States Department of the Treasury                                                                            | Curta-metragem do governo; em domínio público |
| 1966     | Batman                                   | 20th Century Fox | Ligado a série de televisão |
| 1978     | Superman - O Filme                       | Warner Bros./Dovemead Film Export A.G./International Film Productions                                               | Vencedor de um Oscar especial, indicado a quatro |
| 1980     | Superman II - A Aventura Continua        | Warner Bros./Dovemead Film Export A.G./International Film Productions                                               | Um corte do diretor intitulado Superman II: The Richard Donner Cut foi lançado em DVD e Blu-ray em 28 de novembro de 2006, com cenas estendidas e alternativas.              |
| 1982     | O Monstro do Pântano                     | Embassy Pictures | |
| 1983     | Superman III                             | Warner Bros./Dovemead Film Export A.G./International Film Productions                                               | |
| 1984     | Supergirl                                | Artistry Ltd/Cantharus Productions/Pueblo Film Group                                                                | |
| 1987     | Superman IV - Em Busca da Paz            | Warner Bros./Golan-Globus/Cannon Films.                                                                             | |
| 1989     | The Return of Swamp Thing                | Millimiter Films/Lightyear Entertainment                                                                            | |
| 1989     | Batman                                   | Warner Bros./PolyGram Filmed Entertainment                                                                          | Vencedor de um Óscar |
| 1992     | Batman - O Retorno                       | Warner Bros./PolyGram Filmed Entertainment                                                                          | Indicado a dois Óscares |
| 1995     | Batman Eternamente                       | Warner Bros./PolyGram Filmed Entertainment                                                                          | Indicado a três Óscares |
| 1997     | Batman & Robin                           | Warner Bros./PolyGram Filmed Entertainment                                                                          | |
| 1997     | Steel - O Homem de Aço                   | Warner Bros./DC Entertainment/QDe                                                                                   | |
| 2004     | Mulher-Gato                              | Warner Bros./Village Roadshow Pictures/Di Novi Pictures/Frantic Films/Maple Shade Films                             | Não baseado diretamente na personagem de mesmo nome |
| 2005     | Constantine                              | Warner Bros./Village Roadshow Pictures/The Donners' Company/Batfilm Productions/3 Arts Entertainment                | Vagamente inspirado no personagem da série Hellblazer |
| 2005     | Batman Begins                            | Warner Bros./DC Entertainment/Legendary Pictures/Syncopy Inc./Patalex III Productions                               | Reboot; Indicado a um Óscar |
| 2006     | Superman - O Retorno                     | Warner Bros./DC Entertainment/Legendary Pictures/Bad Hat Harry Productions                                          | Indicado a um Óscar |
| 2008     | Batman - O Cavaleiro das Trevas          | Warner Bros./DC Entertainment/Legendary Pictures/Syncopy Inc.                                                       | Vencedor de dois Óscares, indicado a oito |
| 2009     | Watchmen                                 | Warner Bros./DC Entertainment/Legendary Pictures/Lawrence Gordon Productions/Cruel and Unusual Films                | |
| 2010     | Jonah Hex                                | Warner Bros./DC Entertainment/Legendary Pictures/Weed Road Pictures                                                 | |
| 2011     | Lanterna Verde                           | Warner Bros./DC Entertainment/De Line Pictures                                                                      | |
| 2012     | Batman - O Cavaleiro das Trevas Ressurge | Warner Bros./DC Entertainment/Legendary Pictures/Syncopy Inc.                                                       | |
| 2013     | O Homem de Aço                           | Warner Bros./DC Entertainment/Legendary Pictures/Cruel and Unusual Films/Syncopy Inc.                               | |
| 2016     | Batman vs Superman - A Origem da Justiça | Warner Bros./DC Entertainment/RatPac Entertainment/Cruel and Unusual Films/Atlas Entertainment                      | Uma versão R-rated, o Ultimate Edition, foi lançado em DVD e Blu-ray em 28 de junho de 2016, com cenas alternativas e estendidas. e vários sistemas em todo o mundo em 2021. |
| 2016     | Esquadrão Suicida                        | Warner Bros./DC Films/RatPac Entertainment/Atlas Entertainment                                                      | Vencedor de um Óscar |
| 2017     | Mulher-Maravilha                         | Warner Bros./DC Films/RatPac Entertainment/Atlas Entertainment/Cruel and Unusual Films/Tencent Pictures/Wanda Media | |
| 2017     | Liga da Justiça                          | Warner Bros./DC Films/RatPac Entertainment/Atlas Entertainment/Cruel and Unusual Films                              | Um corte de quatro horas do filme intitulado The Snyder Cut, foi lançado no HBO Max em 2021, com cenas alternativas e estendidas.                                            |
| 2018     | Aquaman                                  | Warner Bros./DC Films/The Safran Company/Cruel and Unusual Films/Mad Ghost Productions                              | |
| 2019     | Shazam!                                  | Warner Bros./DC Films/New Line Cinema/The Safran Company/Mad Ghost Productions                                      | |
| 2019     | Coringa                                  | Warner Bros./DC Films/Village Roadshow Pictures/Bron Creative/Joint Effort Productions                              | Não estabelecido no DCEU. Vencedor de 2 Oscars, indicado para mais 9 |
| 2020     | Aves de Rapina                           | Warner Bros./DC Films/LuckyChap Productions/Kroll & Co. Entertainment/Clubhouse Pictures                            | |
| 2020     | Mulher-Maravilha 1984                    | Warner Bros./DC Films/The Stone Quarry/Mad Ghost Productions/Atlas Entertainment                                    | Lançado simultaneamente nos cinemas e no HBO Max nos Estados Unidos |
| 2021     | O Esquadrão Suicida                      | Warner Bros./DC Films/Atlas Entertainment/The Safran Company/Troll Court Entertainment                              | Lançado simultaneamente nos cinemas e no HBO Max nos Estados Unidos |
| 2022     | The Batman                               | Warner Bros./DC Films/6th and Idaho Productions                                                                     | Não estabelecido no DCEU |
| 2022     | Adão Negro                               | Warner Bros./DC Films/New Line Cinema/The Safran Company/Mad Ghost Productions                                      | |
| 2023     | Shazam! Fury of the Gods                 | Warner Bros./DC Films/New Line Cinema/The Safran Company/Mad Ghost Productions                                      | |
| 2023     | The Flash                                | Warner Bros./DC Films/The Safran Company/Cruel and Unusual Films/Mad Ghost Productions                              | |
| 2023     | Besouro Azul                             | Warner Bros./DC Films/New Line Cinema/The Safran Company                                                            | |
| 2023     | Aquaman and the Lost Kingdom             | Warner Bros./DC Films/The Safran Company/Atomic Monster Productions                                                 | |
| Próximos |                                          | | |
| 2025     | Superman                                 | DC Studios | Pós-Produção |
| 2026     | Supergirl                                | DC Studios | |
| TBA      | Clayface                                 | DC Studios | |
| TBA      | Batman: The Brave and the Bold           | DC Studios | |
| TBA      | The Autority                             | DC Studios | |
| TBA      | Swamp Thing                              | DC Studios | |

### Seriados cinematográficos
| Ano  | Título                                       | Estúdio           | Notas                                  | Capítulos |
| ---- | -------------------------------------------- | ----------------- | -------------------------------------- | --------- |
| 1941 | Adventures of Captain Marvel                 | Republic Pictures | Publicado na época pela Fawcett Comics | 12        |
| 1942 | Spy Smasher                                  | Republic Pictures | Publicado na época pela Fawcett Comics | 12        |
| 1943 | Batman                                       | Columbia Pictures |                                        | 15        |
| 1946 | Hop Harrigan                                 | Columbia Pictures |                                        | 15        |
| 1947 | The Vigilante                                | Columbia Pictures |                                        | 15        |
| 1948 | Superman                                     | Columbia Pictures |                                        | 15        |
| 1948 | Congo Bill                                   | Columbia Pictures |                                        | 15        |
| 1949 | Batman and Robin                             | Columbia Pictures |                                        | 15        |
| 1950 | Atom Man vs. Superman                        | Columbia Pictures |                                        | 15        |
| 1952 | The Miraculous Blackhawk: Freedom's Champion | Columbia Pictures | Publicado na época pela Quality Comics | 15        |

### Baseado em linhas editoriais da DC Comics
| Ano           | Título                                     | Estúdio | Notas                                                                            |
| Vertigo       | Vertigo                                    | Vertigo | Vertigo                                                                          |
| ------------- | ------------------------------------------ | --- | -------------------------------------------------------------------------------- |
| 2005          | V de Vingança                              | Warner Bros./Virtual Studios/Silver Pictures/Anarchos Productions/Medienboard Berlin-Brandenburg/Fünfte Babelsberg Film GmbH | Baseado no graphic novel de Alan Moore e David Lloyd                             |
| 2010          | Os Perdedores                              | Warner Bros./DC Comics/Dark Castle Entertainment                                                                             | Baseado na série por Andy Diggle e Jock.                                         |
| 2019          | Rainhas do Crime                           | Warner Bros./New Line Cinema/DC Vertigo/Bron Creative/Michael De Luca Productions                                            | Baseado na minissérie de Ollie Masters e Ming Doyle.                             |
| Paradox Press |                                            | |                                                                                  |
| 2002          | Estrada Para Perdição                      | DreamWorks/The Zanuck Company                                                                                                | Baseado na série de Max Allan Collins. Ganhou um Óscar, indicado a outros cinco. |
| 2005          | Marcas da Violência                        | New Line Cinema/New Line Productions/BenderSpink/München & Company                                                           | Baseado na graphic novel de John Wagner e Vince Locke. indicado a dois Óscares.  |
| WildStorm     |                                            | |                                                                                  |
| 2010          | Red - Aposentados e Perigosos              | Summit Entertainment/Homage Entertainment/di Bonaventura Pictures/Cheyenne Enterprises/DMG Entertainment                     | Baseado na minissérie por Warren Ellis e Cully Hamner.                           |
| 2013          | Red 2 - Aposentados e Ainda Mais Perigosos | Summit Entertainment/Lionsgate/di Bonaventura Pictures                                                                       | Baseado na minissérie por Warren Ellis e Cully Hamner.                           |

### Filmes para a televisão
| Ano  | Título                        | Notas                                                                       |
| ---- | ----------------------------- | --------------------------------------------------------------------------- |
| 1974 | Wonder Woman                  | Episódio piloto para uma série de TV não produzida.                         |
| 1975 | The New Original Wonder Woman | Episódio piloto para a série Wonder Woman da década de 70.                  |
| 1997 | Justice League of America     | Episódio piloto para uma série de TV não produzida; Nunca foi ao ar nos EUA |

#### Episódios como filmes
| Ano  | Título                                 | Notas                                                                                     |
| ---- | -------------------------------------- | ----------------------------------------------------------------------------------------- |
| 1990 | The Flash                              | Episódio da série de televisão The Flash de 1990 lançada diretamente como filme em vídeo. |
| 1991 | The Flash II: Revenge of the Trickster | Episódio da série de televisão The Flash de 1990 lançada diretamente como filme em vídeo. |
| 1991 | The Flash III: Deadly Nightshade       | Episódio da série de televisão The Flash de 1990 lançada diretamente como filme em vídeo. |

## Filmes de animação
| Ano      | Título                                       | Notas |
| -------- | -------------------------------------------- | --- |
| 1993     | Batman: Mask of the Phantasm                 | Lançado nos cinemas. Relacionado com Batman: The Animated Series.                                                                                                  |
| 1998     | Batman & Mr. Freeze: SubZero                 | Relacionado com Batman: The Animated Series. |
| 2000     | Batman Beyond: Return of the Joker           | Relacionado com Batman Beyond. |
| 2003     | Batman: Mystery of the Batwoman              | Relacionado com The New Batman Adventures. |
| 2005     | The Batman vs. Dracula                       | Relacionado com The Batman. |
| 2006     | Superman: Brainiac Attacks                   | Um pouco relacionado com Superman: The Animated Series. |
| 2006     | Teen Titans: Trouble in Tokyo                | Relacionado com Teen Titans. |
| 2007     | Superman: Doomsday                           | Vagamente baseado no arco de história The Death of Superman. |
| 2008     | Justice League: The New Frontier             | Baseado em DC: The New Frontier de Darwyn Cooke. |
| 2008     | Batman: Gotham Knight                        | Coleção de seis curtas. Situado entre os eventos de Batman Begins e The Dark Knight.                                                                               |
| 2009     | Wonder Woman                                 | Vagamente baseado no arco de história Gods and Mortals de George Pérez.                                                                                            |
| 2009     | Green Lantern: First Flight                  | Adaptação de histórias do Lanterna Verde. |
| 2009     | Superman/Batman: Public Enemies              | Baseado no arco de história Superman/Batman: Public Enemies de Jeph Loeb.                                                                                          |
| 2010     | Justice League: Crisis on Two Earths         | Adaptado de um enredo de filme não utilizado destinado ligar Justice League e Justice League Unlimited. Vagamente baseado na série JLA: Earth 2 de Grant Morrison. |
| 2010     | Batman: Under the Red Hood                   | Vagamente baseado no arco de história Batman: Under the Hood de Judd Winick.                                                                                       |
| 2010     | Superman/Batman: Apocalypse                  | Sequência de Superman/Batman: Public Enemies, baseado no arco de história Superman/Batman: The Supergirl from Krypton de Jeph Loeb.                                |
| 2011     | All-Star Superman                            | Baseado na série All-Star Superman de Grant Morrison. |
| 2011     | Green Lantern: Emerald Knights               | Coleção de seis curtas. Coincidiu com o lançamento do filme Green Lantern.                                                                                         |
| 2011     | Batman: Year One                             | Baseado no arco de história Batman: Year One de Frank Miller. |
| 2012     | Justice League: Doom                         | Vagamente baseado no arco de história Liga da Justiça: Torre de Babel de Mark Waid.                                                                                |
| 2012     | Superman vs. The Elite                       | Baseado no arco de história What's so Funny about Truth, Justice & the American Way? de Joe Kelly.                                                                 |
| 2012     | The Dark Knight Returns - Part 1             | Baseado na série The Dark Knight Returns de Frank Miller. |
| 2013     | The Dark Knight Returns - Part 2             | Baseado na série The Dark Knight Returns de Frank Miller. |
| 2013     | Superman: Unbound                            | Baseado no arco de história Superman: Brainiac de Geoff Johns e Gary Frank.                                                                                        |
| 2013     | Justice League: The Flashpoint Paradox       | Baseado no arco de história Flashpoint de Geoff Johns e Andy Kubert.                                                                                               |
| 2014     | JLA Adventures: Trapped in Time              | |
| 2014     | Justice League: War                          | Baseado em Justice League: Origin, criada a partir de Os Novos 52, história de Geoff Johns e Jim Lee; Início do DC Animated Shared Universe.                       |
| 2014     | Son of Batman                                | Inspirado pelo arco de história Batman and Son de Grant Morrison e Andy Kubert.                                                                                    |
| 2014     | Batman: Assault on Arkham                    | Com base no universo da franquia de vídeo game Batman: Arkham. |
| 2015     | Justice League: Throne of Atlantis           | Com base na história, Throne of Atlantis de Geoff Johns; parte do DC Animated Shared Universe                                                                      |
| 2015     | Batman vs. Robin                             | Parcialmente baseado em Court of Owls de Scott Snyder; parte do DC Animated Shared Universe                                                                        |
| 2015     | Batman Unlimited: Animal Instincts           | Baseado na linha de brinquedos |
| 2015     | Justice League: Gods and Monsters            | Baseado em um enredo original de Alan Burnett. Precedido pela micro-série de curtas Justice League: Gods and Monsters Chronicles.                                  |
| 2015     | Batman Unlimited: Monster Mayhem             | Baseado na linha de brinquedos |
| 2016     | Batman: Bad Blood                            | Vagamente baseado na story line Battle for the Cowl de Tony Daniel e Grant Morrison.                                                                               |
| 2016     | DC Super Hero Girls: Super Hero High         | Parte do universo de curtas animado DC Super Hero Girls. |
| 2016     | Justice League vs. Teen Titans               | |
| 2016     | Batman: The Killing Joke                     | Baseado na história de mesmo nome de Alan Moore |
| 2016     | DC Super Hero Girls: Hero of the Year        | Parte do universo de curtas animado DC Super Hero Girls. |
| 2016     | Batman Unlimited: Mechs vs. Mutants          | Baseado na linha de brinquedos |
| 2016     | Batman: Return of the Caped Crusaders        | Baseado na série de TV dos anos 60 |
| 2017     | Justice League Dark                          | Baseado na série quadrinhos da Liga da Justiça Sombria de Os Novos 52 lançados a partir de setembro de 2011.                                                       |
| 2017     | Teen Titans: The Judas Contract              | Baseado no arco de história O Contrato de Judas por Marv Wolfman e George Pérez.                                                                                   |
| 2017     | DC Super Hero Girls: Intergalactic Games     | Parte do universo de curtas animado DC Super Hero Girls. |
| 2017     | Batman and Harley Quinn                      | Inspirada na HQ de mesmo nome escrita por Ty Templeton. |
| 2017     | Batman vs. Two-Face                          | Baseado na série de TV dos anos 60 |
| 2017     | DC Super Heroes vs. Eagle Talon              | Crossover com a série animada Eagle Talon. Produzido pela DLE. Lançado nos cinemas no Japão. Não lançado nos países ocidentais.                                    |
| 2018     | Scooby-Doo! & Batman: The Brave and the Bold | Crossover com Scooby-Doo. Baseado na série animada Batman: The Brave and the Bold.                                                                                 |
| 2018     | Batman: Gotham by Gaslight                   | Baseado na história one-shot de mesmo nome e Brian Augustyn e Mike Mignola.                                                                                        |
| 2018     | Suicide Squad: Hell to Pay                   | |
| 2018     | Batman Ninja                                 | Anime. |
| 2018     | Teen Titans Go! to the Movies                | Situado no universo da série de televisão Teen Titans Go!. Lançamento nos cinemas.                                                                                 |
| 2018     | Death of Superman                            | Baseado no arco The Death of Superman e ligado ao DC Animated Shared Universe.                                                                                     |
| 2018     | DC Super Hero Girls: Legends of Atlantis     | Parte do universo de curtas animado DC Super Hero Girls. |
| 2018     | Constantine: City of Demons                  | Parte do DC Animated Shared Universe. |
| 2019     | Reign of the Supermen                        | Baseado no arco Reign of Supermen. |
| 2019     | Justice League vs. the Fatal Five            | História original, usado modelo de animação similar a Justice League Unlimited.                                                                                    |
| 2019     | Batman vs. Teenage Mutant Ninja Turtles      | Baseado nos quadrinho Batman/Teenage Mutant Ninja Turtles de James Tynion IV e Freddie Williams II.                                                                |
| 2019     | Batman: Hush                                 | Baseado no arco Batman: Hush de Jeph Loeb e Jim Lee. |
| 2019     | Teen Titans Go! vs Teen Titans               | Um filme crossover entre Teen Titans Go! e a série animada original Teen Titans.                                                                                   |
| 2019     | The Death and Return of Superman             | Compilado dos filmes Death of Superman e Death of Superman, com cenas adicionais.                                                                                  |
| 2019     | Wonder Woman: Bloodlines                     | |
| 2020     | Superman: Red Son                            | Baseado na história em quadrinhos Superman: Red Son de Mark Millar                                                                                                 |
| 2020     | Justice League Dark: Apokolips War           | Sequência de Justice League Dark. Quinto e último filme do Universo de filmes animados da DC Comics.                                                               |
| 2020     | Superman: Man of Tomorrow                    | |
| 2021     | Batman: Soul of the Dragon                   | |
| 2021     | Justice Society: World War II                | |
| 2021     | Teen Titans Go! See Space Jam                | Um filme crossover entre Teen Titans Go! e Space Jam. |
| 2021     | Batman: The Long Halloween, Part One         | Baseado em Batman: The Long Halloween de Jeph Loeb e Tim Sale |
| 2021     | Batman: The Long Halloween, Part Two         | Baseado em Batman: The Long Halloween de Jeph Loeb e Tim Sale |
| 2021     | Injustice                                    | Baseado no jogo eletrônico Injustice: Gods Among Us da NetherRealm Studios, e no tie-in em quadrinhos de Tom Taylor.                                               |
| 2021     | Dc League of super- pets                     | Lançamento nos cinemas. |
| 2022     | Catwoman: Hunted                             | Anime |
| 2022     | Teen Titans Go! and DC Super Hero Girls      | Um filme crossover entre Teen Titans Go! e DC Super Hero Girls. |
| 2022     | Green lantern: Beware My Power               | |
| 2022     | Battle of the Super Sons                     | |
| 2022     | Constantine: House of Mystery                | |
| 2023     | Legião dos super heróis                      | |
| 2023     | Batman: The Doom That Came to Gotham         | |
| 2023     | Liga da Justiça: warwold                     | |
| Próximos |                                              | |
| 2023     | Merry Little Batman                          | Filme de televisão. |
| 2023     | Milestone                                    | [ 6 ] |
| 2024     | Watchmen                                     | |
| 2024     | Crise nas Infinitas Terras Parte um          | |
| 2025     | Crise nas Infinitas Terras parte 2           | |
| 2026     | Crise nas Infinitas Terras Parte 3           | |

### Episódios como filmes
Episódios de séries de televisão lançados como filmes diretamente em vídeo.
| Ano  | Título                                    | Notas |
| ---- | ----------------------------------------- | --- |
| 1996 | Superman: The Last Son of Krypton         | Compilação de três episódios que foram ao ar originalmente durante a primeira e a segunda temporada de Superman: A Série Animada.       |
| 1997 | The Batman Superman Movie: World's Finest | Compilação de três episódios que foram ao ar originalmente durante a primeira e a segunda temporada de Superman: A Série Animada.       |
| 1999 | Batman Beyond: The Movie                  | Compilação de dois primeiros episódios de Batman do Futuro.                                                                             |
| 2001 | Justice League: Secret Origins            | Compilação de três episódios de Liga da Justiça.                                                                                        |
| 2002 | Scooby-Doo Meets Batman                   | Consiste em dois episódios de The New Scooby-Doo Movies da Hanna-Barbera, "The Dynamic Scooby Doo Affair" e "The Caped Crusader Caper". |
| 2004 | Justice League: Starcrossed               | Compilação de três episódios de Liga da Justiça.                                                                                        |
| 2017 | Vixen: The Movie                          | Situado no Universo Arrow. Este filme é um lançamento das duas temporadas de Vixen com novo conteúdo adicionado.                        |
| 2018 | Freedom Fighters: The Ray                 | Situado no Universo Arrow. |
| 2018 | Constantine: City of Demons               | Situado no DC Animated Movie Universe.                                                                                                  |
| 2019 | DC Super Hero Girls: Sweet Justice        | Filme de televisão; compilação dos primeiros quatro episódios de DC Super Hero Girls.                                                   |
| 2020 | Deathstroke: Knights & Dragons: The Movie | |

### Série Lego
A maioria dos filmes foi lançado diretamente em vídeo, exceto quando indicado.
| Ano  | Título                                                                    | Estúdio                | Notas                                                 |
| ---- | ------------------------------------------------------------------------- | ---------------------- | ----------------------------------------------------- |
| 2013 | Lego Batman: The Movie – DC Super Heroes Unite                            | TT Animation           | Baseado no video game Lego Batman 2: DC Super Heroes. |
| 2014 | Lego DC Comics: Batman Be-Leaguered                                       | Warner Bros. Animation | Filme para a televisão                                |
| 2015 | Lego DC Comics Super Heroes: Justice League vs. Bizarro League            | Warner Bros. Animation |                                                       |
| 2015 | Lego DC Comics Super Heroes: Justice League: Attack of the Legion of Doom | Warner Bros. Animation |                                                       |
| 2016 | Lego DC Comics Super Heroes: Justice League: Cosmic Clash                 | Warner Bros. Animation |                                                       |
| 2016 | Lego DC Comics Super Heroes: Justice League: Gotham City Breakout         | Warner Bros. Animation |                                                       |
| 2017 | The Lego Batman Movie                                                     | Animal Logic           | Lançado nos cinemas; spin-off de The Lego Movie.      |
| 2017 | Lego DC Super Hero Girls: Brain Drain                                     | Warner Bros. Animation |                                                       |
| 2018 | Lego DC Comics Super Heroes: The Flash                                    | Warner Bros. Animation |                                                       |
| 2018 | Lego DC Super Hero Girls: Super-Villain High                              | Warner Bros. Animation |                                                       |
| 2018 | Lego DC Comics Super Heroes: Aquaman: Rage of Atlantis                    | Warner Bros. Animation |                                                       |
| 2019 | Lego DC Batman: Family Matters                                            | Warner Bros. Animation |                                                       |
| 2020 | Lego DC: Shazam!: Magic and Monsters                                      | Warner Bros. Animation |                                                       |

### Curtas metragens de animação

#### Cinema
| Ano  | Título                  | Estúdio                | Coleção             | Notas                                           |
| ---- | ----------------------- | ---------------------- | ------------------- | ----------------------------------------------- |
| 1941 | Superman                | Fleischer Studios      | Superman            | Indicado a um Óscar. Em domínio público.        |
| 1941 | The Mechanical Monsters | Fleischer Studios      | Superman            | Lançado nos cinemas. Em domínio público.        |
| 1942 | Billion Dollar Limited  | Fleischer Studios      | Superman            | Lançado nos cinemas. Em domínio público.        |
| 1942 | The Arctic Giant        | Fleischer Studios      | Superman            | Lançado nos cinemas. Em domínio público.        |
| 1942 | The Bulleteers          | Fleischer Studios      | Superman            | Lançado nos cinemas. Em domínio público.        |
| 1942 | The Magnetic Telescope  | Fleischer Studios      | Superman            | Lançado nos cinemas. Em domínio público.        |
| 1942 | Electric Earthquake     | Fleischer Studios      | Superman            | Lançado nos cinemas. Em domínio público.        |
| 1942 | Volcano                 | Fleischer Studios      | Superman            | Lançado nos cinemas. Em domínio público.        |
| 1942 | Terror on the Midway    | Fleischer Studios      | Superman            | Lançado nos cinemas. Em domínio público.        |
| 1942 | Japoteurs               | Famous Studios         | Superman            | Lançado nos cinemas. Em domínio público.        |
| 1942 | Showdown                | Famous Studios         | Superman            | Lançado nos cinemas. Em domínio público.        |
| 1942 | Eleventh Hour           | Famous Studios         | Superman            | Lançado nos cinemas. Em domínio público.        |
| 1942 | Destruction, Inc.       | Famous Studios         | Superman            | Lançado nos cinemas. Em domínio público.        |
| 1943 | The Mummy Strikes       | Famous Studios         | Superman            | Lançado nos cinemas. Em domínio público.        |
| 1943 | Jungle Drums            | Famous Studios         | Superman            | Lançado nos cinemas. Em domínio público.        |
| 1943 | The Underground World   | Famous Studios         | Superman            | Lançado nos cinemas. Em domínio público.        |
| 1943 | Secret Agent            | Famous Studios         | Superman            | Lançado nos cinemas. Em domínio público.        |
| 2018 | #The Late Batsby        | Warner Bros. Animation | DC Super Hero Girls | Aparece antes de Teen Titans Go! To the Movies. |

#### Diretamente em vídeo
| Ano      | Título                                     | Estúdio                | Coleção               | Notas |
| -------- | ------------------------------------------ | ---------------------- | --------------------- | --- |
| 2003     | Chase Me                                   | Warner Bros. Animation | Nenhuma               | Incluído em Batman: Mystery of the Batwoman. Filme mudo; parte do DC Animated Universe.                                                 |
| 2008     | Have I Got a Story for You                 | Studio 4°C             | Batman: Gotham Knight | Vagamente canon para The Dark Knight Trilogy.                                                                                           |
| 2008     | Crossfire                                  | Production I.G         | Batman: Gotham Knight | Vagamente canon para The Dark Knight Trilogy.                                                                                           |
| 2008     | Field Test                                 | Bee Train              | Batman: Gotham Knight | Vagamente canon para The Dark Knight Trilogy.                                                                                           |
| 2008     | In Darkness Dwells                         | Madhouse               | Batman: Gotham Knight | Vagamente canon para The Dark Knight Trilogy.                                                                                           |
| 2008     | Working Through Pain                       | Studio 4°C             | Batman: Gotham Knight | Vagamente canon para The Dark Knight Trilogy.                                                                                           |
| 2008     | Deadshot                                   | Madhouse               | Batman: Gotham Knight | Vagamente canon para The Dark Knight Trilogy.                                                                                           |
| 2009     | Tales of the Black Freighter               | Warner Bros. Animation | Nenhuma               | Incluído no lançamento em home vídeo de Watchmen                                                                                        |
| 2010     | Joker's Playhouse                          | Warner Bros. Animation | Nenhuma               | Um curta especial único, produzido como parte da linha de produtos Imaginext da Fisher-Price                                            |
| 2010     | The Spectre                                | Warner Bros. Animation | DC Showcase           | |
| 2010     | Jonah Hex                                  | Warner Bros. Animation | DC Showcase           | |
| 2010     | Green Arrow                                | Warner Bros. Animation | DC Showcase           | |
| 2010     | Superman/Shazam!: The Return of Black Adam | Warner Bros. Animation | DC Showcase           | |
| 2011     | Catwoman                                   | Warner Bros. Animation | DC Showcase           | |
| 2015     | Nightwing and Robin                        | Warner Bros. Animation | Nenhuma               | Incluído em Justice League: Throne of Atlantis                                                                                          |
| 2015     | Constantine: John Con Noir                 | Cool Town Claymation   | Constantine           | Parte promocional da série. |
| 2019     | Sgt. Rock                                  | Warner Bros. Animation | DC Showcase           | Incluído em Batman: Hush. |
| 2019     | Death                                      | Warner Bros. Animation | DC Showcase           | Incluído em Wonder Woman: Bloodlines.                                                                                                   |
| 2020     | The Phantom Stranger                       | Warner Bros. Animation | DC Showcase           | Incluído em Superman: Red Son. |
| 2020     | Adam Strange                               | Warner Bros. Animation | DC Showcase           | Incluído em Justice League Dark: Apokolips War.                                                                                         |
| 2020     | Batman: Death in the Family                | Warner Bros. Animation | DC Showcase           | Filme interativo. Seguido de Batman: Under the Red Hood. Baseado na publicação Batman: A Death in the Family de Jim Starlin e Jim Aparo |
| 2021     | Kamandi: The Last Boy on Earth!            | Warner Bros. Animation | DC Showcase           | Incluído em Justice Society: World War II                                                                                               |
| 2021     | The Losers                                 | Warner Bros. Animation | DC Showcase           | Incluído em Batman: The Long Halloween, Part One                                                                                        |
| 2021     | Blue Beetle                                | Warner Bros. Animation | DC Showcase           | Incluído em Batman: The Long Halloween, Part Two                                                                                        |
| Próximos |                                            |                        |                       | |
| 2022     | Constantine: House of Mystery              | Warner Bros. Animation | DC Showcase           | [ 8 ] |